# وزارة الاتصالات والمعلوماتية (ليبيا)

## مقدمة عن الهيئة العامة للاتصالات والمعلوماتية
كانت وزارة الاتصالات والمعلوماتية وتعنى بشؤون الاتصالات وتقنية المعلومات وتمثل أعلى سلطة مسؤولة عن قطاع الاتصالات في ليبيا. يقع مقرها الرئيسي في مدينة طرابلس (مقر الشركة العامة للبريد والاتصالات السلكية واللاسلكية). استحدثت وزارة الاتصالات والمعلوماتية بموجب الإعلان عن تشكيل الحكومة الانتقالية الجديدة حيث تعتبر أول وزارة في تاريخ ليبيا تعنى بالإتصالات والمعلوماتية معاً بعد أن كانت شؤون الاتصالات تدار بهيئة عامة للإتصالات أو ضمن وزارات سابقة للمواصلات والنقل
وعلى الرغم من صغر عمر الوزارة فقد استطاعت تحقيق العديد من الإنجازات بربط مختلف مناطق ليبيا بعدما تعرضت البنية التحتية للإتصالات من قطع وتخريب أثناء شهور الثورة وبالإضافة إلى إعادة خدمات الاتصالات والبريد والإنترنت واستكمال بعض المشاريع الإستراتيجية المهمة سعياً من الوزارة للمساهمة في لم الشمل وإعمار ليبيا.
وتغيرت إلى هيئة في 17 ديسمبر 2015 مع دخول اتفاق الصخيرات وتواجد حكومة الوفاق الوطني.

## إختصاصات الوزارة
- اقتراح مشروعات القوانين واللوائح المتعلقة بقطاع الاتصالات والمعلوماتية والبريد.
- تنفيذ التشريعات المتعلقة بالقطاع.
- وضع الخطط الوطنية ومراقبة تنفيذها.
- وضع المخطط الوطني للطيف الترددي وإدارة وتخصيص استعمال الترددات.
- تنظيم الربط بين شبكات الاتصالات القائمة على تقديم الخدمات.
- إصدار وتحديد رسوم جميع أنواع التراخيص ومنح الموافقات المتعلقة بالنشاط.
- اقتراح القواعد المنظمة لمنح التراخيص.
- وضع الضوابط الخاصة بتحديد أسعار ومقابل تقديم الخدمات.
- تحديد الحد الأدنى للجودة ومستوى تقديم الخدمة.
- وضع المواصفات الفنية والقياسية لمنظومات الاتصالات والمعلوماتية لكافة مؤسسات الدولة.
- تحديد معايير وضوابط خدمات الاتصالات الغير اقتصادية الخاصة بالمناطق النائية مع تحديد الالتزامات التي يتحملها المشغلون ومزودو الخدمة.
- مراجعة وتقييم الحاجة لتعديل مستوى تنظيم أي خدمة واقتراح الحلول المناسبة.
- تشجيع الاستثمار في القطاع وتوفير البيئة المناسبة لذلك.
- الإشراف والمتابعة والرقابة على أنشطة القطاع ومتابعة الشركات العاملة في هذا المجال.
- الإشراف على مشروعات الأقمار الصناعية وتنفيذ التشريعات المتعلقة بها.
- وضع الضوابط والمعايير المتعلقة بالأمن القومي في القطاع بالتنسيق مع الجهات ذات العلاقة.
- دراسة المعاهدات والاتفاقيات الدولية ذات العلاقة بالقطاع واقتراح المشاركة أو الانضمام إليها ومتابعة تنفيذها.
- المشاركة في المنظمات الدولية وحضور ما يعقد من مؤتمرات وندوات إقليمية ودوليـة وعرض قراراتها وتوصياتها للاعتماد ومتابعة تنفيذها.
- تمثيل الدولة الليبية في المنظمات الدولية في مجال عمل الوزارة بالتنسيق مع الجهــات ذات العلاقة.
- النهوض بالمنافسة في مجال تقديم الخدمات ومنع السلوك الغير تنافسي.
- اتخاذ كافة الإجراءات القانونية ضد المخالفات المرتكبة في هذا المجال.
- تجميع المعلومات المتعلقة بالقطاع وإعـداد وإصدار التقارير والمنشورات اللازمة لإرشاد المستفيدين من الخدمات، والمساهمة بالبرامج الإعلاميـة لرفع الوعي العام في هذا المجال.

## الوصول للجميع
«...تمكين المجتمع الليبي من الاستفادة بتكنولوجيا المعلومات والاتصالات المتاحة له...»

تسعى وزارة الاتصالات والمعلوماتية إلى إتاحة الفرصة أمام جميع المواطنين للوصول إلى تقنية المعلومات والاتصالات على نحو ميسر وسريع وغير مكلف، هذا إلى جانب رفع الوعي لديهم بالاستخدامات والمنافع العديدة لهذه التقنية. وفي هذا الصدد، تعمل الوزارة على تنفيذ عدد من البرامج التي تسعى جميعها لتحقيق هدف رئيسي يتمثل في توفير مزايا تقنية المعلومات والاتصالات لجميع المستخدمين، ونشر المعرفة بالحاسب الآلي وتشجيع الاستخدام المتزايد لهذه التقنية من قبل جميع فئات المجتمع.

## تقنية المعلومات
في عالم اليوم الذي أصبحت فيه التقنية مرتبطة ارتباطاً وثيقاً بالعديد من مناحي الحياة، لم تعد تقنية المعلومات ترفاً يهم شريحة المختصين فقط، بل أصبحت تلعب دوراً محورياً في جوانب الأنشطة الاقتصادية والاجتماعية والتعليمية والثقافية وغيرها
ولم يعد بإمكان مؤسسات القطاعين العام والخاص تجاهل التطورات السريعة التي تحدث في مجال تقنية المعلومات، إذ أن هذه التقنية تمثّل دعماً قوياً للأنشطة التجارية للمؤسسات والشركات، وأصبح الاستثمار في هذا القطاع عبر الاستراتيجيات والأهداف المحددة، كفيل بجلب فرص تجارية ضخمة في عالم المال والأعمال.
يعتبر التطور في مجال تقنية المعلومات من أهم سمات مرحلة التطور والتقدم الحالية. ومع تحول المجتمعات من التقنية المحدودة البسيطة إلى التقنية العالمية العالية، والتحول من التعددية إلى القياسية، والتحول من التفكير في البدائل المتعارضة والمتنافسة إلى البدائل المتكاملة أدت كل التحولات إلى ظهور مجتمع المعلوماتية، وكان لها الأثر الكبير في دعم واتخاذ القرارات السليمة الاقتصادية والسياسية والصناعية وكافة المجالات المختلفة.
من هنا جاءت أهمية المعلوماتية في تطوير الخدمات الإلكترونية والبرمجيات باستخدام التقنيات الحديثة بدءً بدراسة الحوسبة ومعالجة البيانات مروراً بالنظريات والمنهجيات المحققة لذلك وصولاً إلى التطبيقات الإلكترونية وأتمتة نقل وتداول البيانات وتقديم الخدمات المحوسبة والتي تشكل أساساً للحكومة الإلكترونية. تعمل الإدارة على بناء القدرات وصقل المهارات لكوادرها العاملة اللازمة لاستخدام تقنية المعلومات في المعاملات الحكومية والإدارية ورفع الوعي العام بالمعلوماتية لدى المجتمع الليبي
الرؤية: الوصول إلى حكومة إلكترونية تقدم خدماتها للمواطنين والمؤسسات الحكومية الأخري بحيث تصبح جميع المعاملات المقدمة بلا ورق
الرسالة: توفير خدمات إلكترونية مميزة بدءاً بالبرمجيات المتعلقة بالخدمات التي تقدمها وزارة الاتصالات والمعلوماتية وانتهاءً بحوسبة جميع الخدمات المقدمة من الحكومة لجميع الوزارات والمؤسسات الحكومية بما في ذلك حوسبة الإجراءات الإدارية وآليات متابعة سير العمل، والاستفادة من تقنية المعلومات في تقديم خدمات إلكترونية للمواطنين والمستفيدين .

### مركز تقنية المعلومات
تأسس مركز تقنية المعلومات بقرار من مدير إدارة الشركة الليبية للبريد والاتصالات وتقنية المعلومات القابضة رقم (13) لسنة[بحاجة لمصدر]. وقد أنشأ هذا المركز ضمن الهيكل التنظيمي للشركة الليبية للبريد والاتصالات وتقنية المعلومات القابضة لاستثمار أموالها في مجال تقنية المعلومات. وتطوير البنية التحتية للمؤسسات العامة والخاصة وخلق مجتمع يقف في مصاف الدول المتقدمة.
مركز تقنية المعلومات ترجمة حقيقية لطموحات وتوجهـات ليبيا في ضرورة استثمار الطاقات البشرية وتطوير البنى التحتية للمؤسسات العامة والخاصة وخلق مجتمع يقف في مصاف الدول المتقدمة وصولاً بالمجتمع الليبي إلى قمة الأداء الإداري والتقني ليؤدي دوره المنشود في التنمية الشاملة.
و يختص المركز فيما يلي:
- تصميم وتنفيذ برامج ومنظومات الحاسب الآلي وصيانتها.
- بناء قواعد بيانات ونظم المعلومات .
- تطوير استخدام تقنيات المعلومات وأجهزة الحاسب الآلي والبرمجيات الخاصة بها.
- المساهمة في إقامة دورات تدريبية في مجال تقنية المعلومات للرفع من كفاءة الأداء وتطوير الكوادر البشرية.
- المساهمة في إدخال الميكنة لدي مختلف الوحدات الإدارية ونقل التقنية إليها.الإدارة والإشراف التام علي شبكة المعلومات والبرامج التي تدير قواعد البيانات.
- تقديم الاستشارات الفنية في مجالات تخصصه.

### التدريب والتطوير
تجري سبل التدريب في مجال الاتصالات وتقنية المعلومات جنباً إلى جنب مع عدد من المشروعات الوطنية الأخرى مثل مبادرات نوادي تقنية المعلومات وحاسب لكل بيت، والإنترنت فائق السرعة. ومن المتوقع أن يؤدي تفعيل الخطة الوطنية إلى تأسيس بنية تحتية راسخة في مجال الاتصالات وتقنية المعلومات، بالإضافة إلى إتاحة كافة الموارد الممكنة والعمل على تنمية مهارات ومعارف أفراد المجتمع، مع الحرص على تقديم ذلك لهم بأسعار مناسبة ومرونة تسمح لهم بتلبية الاحتياجات المستقبلية.
ومن المقرر أن يسفر التدريب على مجال الاتصالات وتقنية المعلومات عن النهوض بمهارات ومعرفة خريجي الجامعات الذين هم في حاجة ماسة إلى الإلمام بمجال الاتصالات وتقنية المعلومات إلى جانب تخصصاتهم العلمية وذلك حتى تكون لهم القدرة على اقتحام سوق العمل. ومن جانبها، تؤمن وزارة الاتصالات والمعلوماتية إيماناً راسخاً بأن معدلات التوظيف في ليبيا سوف تشهد تزايداً ملحوظاً من خلال اكتساب المهارات الخاصة بمجال الاتصالات وتقنية المعلومات، علماً بأن هذه التدريبات لا ترمي إلى تحويل الشباب إلى متخصصين في برمجيات الحاسب، بل إن الهدف منها هو تشجيعهم وتدريبهم على كيفية الاستفادة من الوسائل التكنولوجية والتقنيات بالشكل الذي يلبّي احتياجاتهم ويمدهم بالحلول اللازمة
وفي سبيل تحقيق ذلك، تسعى الحكومة الليبية بالتعاون مع العديد من معاهد التدريب بوضع مجموعة من البرامج التدريبية من أجل تلبية كافة احتياجات المجتمع.

## البريد
البريد هو أحد المرافق الحكومية الهامة بل يمكننا القول بأنه من أهم المرافق التي تعمل على إشباع رغبات الجمهور باختلاف مستوياتهم وأعمارهم ويسهم بقدر كبير في كل ميادين الحياة المختلفة لأن الخدمات البريدية حالياً وخاصة في العالم المتحضر أصبحت كالهواء لا يمكن الاستغناء عنها لأنها تتداخل بشكل ملحوظ في جميع مجالات الحياة باختلاف نواحيها الاجتماعية والثقافية والسياسية والاقتصادية وغيرها بل وتواصل الخدمات البريدية تفاعلها مع المجتمع إلى أبعد من هذا حيث تلعب دوراً أساسياً في تقريب وجهات النظر وبالتالي قد تتسبب في إحلال السلام أيضاً وبدون مبالغة يمكننا القول بأن البريد يدفع عجلته لتواكب عجلة التقدم والازدهار وبالتالي يكون أحد دافعي عجلة تقدم ليبيا وعليه فإن أهمية البريد في العالم المتحضر كعامل من عوامل النمو تختلف باختلاف البلدان تبعاً لاختلاف هيكلها الإقتصادي والإجتماعي فالخدمات البريدية في كثير من دول العالم الثالث (الدول النامية) تعتبر خدمات تقليدية مختلفة ولا تقوم بالدور المطلوب منها لمواكبة عملية التقدم والتطور وعلى العكس من ذلك فإننا نجد الخدمات البريدية في المجتمعات المتقدمة تقدم للجمهور بأساليب متطورة ومنتظمة وتقوم على أساس فعال ومنظم معتمدة على وسائل عمل متطورة وعلى هذا الأساس فإن البريد مرآة صادقة تعكس مدى تقدم المجتمعات والبلدان وبهذا يبرهن مرفق البريد بأنه دعامة أساسية من دعائم البناء كما أنه عنصر هام من عناصر التقدم الاقتصادي والثقافي والسياسي والاجتماعي وبالتالي فإن الخدمات البريدية تعتبر مقياساً صادقاً من مقاييس تقدم الدول وازدهارها وعليه فإن نشاط البريد وتطلعاته لا يمكن أن تقف عند تقديم الخدمات البريدية التقليدية بل تتعداها إلى خدمات أخرى ففي السابق كان يؤدي خدمات محدودة في حقل التراسل بين الأفراد والجماعات ومع مر السنين وتلبية لاحتياجات المجتمع المختلفة كان لابد للبريد من أن يعدد خدماته ويطورها ليخرج من مرحلة التقوقع داخل حوصلة التراسل إلى الأفق الفسيح لخدمات لا يمكن حصرها فقد أدلى البريد بدلوه في كل المجالات ليشبع الحاجات والرغبات المختلفة.
البريد هو أحد المرافق الحكومية الهامة بل يمكننا القول بأنه من أهم المرافق التي تعمل على إشباع رغبات الجمهور باختلاف مستوياتهم وأعمارهم ويسهم بقدر كبير في كل ميادين الحياة المختلفة لأن الخدمات البريدية حالياً وخاصة في العالم المتحضر أصبحت كالهواء لا يمكن الاستغناء عنها لأنها تتداخل بشكل ملحوظ في جميع مجالات الحياة باختلاف نواحيها الاجتماعية والثقافية والسياسية والاقتصادية وغيرها بل وتواصل الخدمات البريدية تفاعلها مع المجتمع إلى أبعد من هذا حيث تلعب دوراً أساسياً في تقريب وجهات النظر وبالتالي قد تتسبب في إحلال السلام أيضاً.

### الخدمات البريدية
خدمة تسويق الطوابع البريدية
هي أداة بريدية للتخليص على المواد البريدية بقيمة الأجرة المحددة، ويعتبر الطابع البريدي سجلاً تاريخياً يحمل معاني وذكريات
للحضارة والتراث والفنون والنهضة الصناعية والزراعية أو صور لرجال الفكر والأدب والمجاهدين والمخترعين والمكتشفين وتعبيراً عن سياسة
الدولة واقتصادها ونموها، وستتوفر هذه الخدمة بكل مكاتب البريد
خدمة البريد العادي
خدمة تعنى بتبادل المراسلات العادية التي عادةً لا يزيد وزنها عن (2) كلغ بين الأفراد والمؤسسات داخلياً وخارجياً.

#### خدمة البريد المسجل
أما بالنسبة للمراسلات المسجلة يتم إبداعها مقابل الحصول على إيصال إيداع يحمل رقم تسجيل بحيث يمكن تتبعها من نقطة المصدر
حتى نقطة الوصول والاستعلام عنها.

#### خدمة الصناديق البريدية المخصوصة
خدمة تهتم بتوزيع المراسلات الواردة (البريد العادي وإخطارات المواد المسجلة والطرود) داخل صناديق بريدية موضوعة بمكاتب
البريد تتيح للمشترك استلام مراسلاته عن طريق هذه الصناديق، وتتوفر هذه الصناديق بثلاثة أحجام مختلفة ( صغيرة، متوسطة وكبيرة).

#### خدمات البريد السريع
خدمة تعنى بالتبادل السريع للمراسلات البريدية (مستندات وبضائع) مع بعض دول العالم بحيث تتميز بسرعة النقل والمعالجة والتوزيع
و دقة وأمن المراسلات المتداولة.

### شركة بريد ليبيا
هي شركة مساهمة ليبية ولها الشخصية الإعتبارية والذمة المالية المستقلة وتتبع الشركة الليبية للبريد والاتصالات وتقنية المعلومات القابضة، وتهدف لإنشاء وتشغيل وإدارة وتنظيم كافة أنواع الخدمات البريدية المختلفة بما في ذلك الخدمات المالية البريدية على المستوي الداخلي والخارجي وتسويق الخدمات والمنتجات لصالح الجهات العامة والخاصة وأي نشاط مكمل يهدف إلى تحقيق أغراضها.

## المؤسسات ذات العلاقة بالوزارة
- الهيئة العامة لأمن وسلامة المعلومات
- شركة الاتصالات النوعية
- الشركة الليبية للبريد والاتصالات وتقنية المعلومات القابضة:

تعتبر هي الشركة الأم لشركات قطاع الاتصالات والتي تتبعها الشركات التالية:
- شركة هاتف ليبيا

تعتبر شركة هاتف ليبيا هي حجر الأساس في عالم الاتصالات بليبيا فقد تأسست الشركة بقرار من لجنة الإدارة بالشركة الليبية للبريد والاتصالات وتقنية المعلومات (القابضة) رقم (4) 2008 لأغراض تشغيل وصيانة وتطوير شبكة وطنية للهاتف وتشمل المنظومات المحلية المتمثلة في مقسمات العبور والمقسمات الفرعية ووسائط الربط داخل المدن وتقديم كافة الخدمات لتأمين الخدمة للمشتركين الأفراد والجهات الاعتبارية وتقديم أي نشاط مكمل لهدف تحقيق أغراضها على أن تسعى الشركة إلى المساهمة في بناء وتنمية اقتصاد المجتمع من خلال الأعمال التي تقدمها والحفاظ على قيم ومبادئ ومثل المجتمع.
- شركة بريد ليبيا

 هي شركة مساهمة ليبية ولها الشخصية الإعتبارية والذمة المالية المستقلة وتتبع الشركة الليبية للبريد والاتصالات وتقنية المعلومات القابضة وتهدف لإنشاء وتشغيل وإدارة وتنظيم كافة أنواع الخدمات البريدية المختلفة بما في ذلك الخدمات المالية البريدية على المستوي الداخلي والخارجي وتسويق الخدمات والمنتجات لصالح الجهات العامة والخاصة وأي نشاط مكمل يهدف إلى تحقيق أغراضها.
- شركة الجيل الجديد للتقنية

جاء تأسيس شركة الجيل الجديد للتقنية للمساهمة في تحسين وتطوير سوق الاتصالات المحلي وذلك بنقل وتوطين التقنيات الحديثة في مجال الاتصالات وبما يمّكن الشركة من المنافسة محلياً وعلى الصعيد الدولي، وذلك بتقديم كافة خدمات الاتصالات المتكاملة من خدمات الهاتف الثابت والمحمول والإنترنت وخدمات البث المرئي وخدمات شبكة الجيل القادم. وتعتبر الجيل الجديد للتقنية هي المشغل المتكامل الأول في ليبيا والذي ينتهج إستراتيجية تعتمد على التنوع والتكامل في تقديم الخدمات هدفها الفوز برضا الزبون
- شركة ليبيانا للهاتف المحمول

 بدأت ليبيانا عملها داخل ليبيا في سبتمبر سنة 2004، وحققت ليبيانا خلال هذه الفترة الوجيزة إنجازات كبيرة، فقد قامت ببناء شبكة اتصالات لاسلكية تدعم خدمات الهاتف المحمول بمختلف مناطق ليبيا، وواصلت الارتقاء بالخدمات بتوفير خدمة الإنترنت والرسائل متعددة الوسائط والبريد الصوتي عبر شبكتها، كما أنها كانت السباقة في تقديم خدمة خط هاتف الجيل الثالث على مستوى شمال إفريقيا في سبتمبر 2006, وتطمح الشركة إلى الانتشار والوصول إلى كل بيت ومدينة فأنشأت ما لا يقل عن 15 مركز خدمات في مناطق مختلفة ليصل عدد مشتركيها إلى ما يزيد عن 6,200,000 مشترك خلال سنوات عملها، أي بنسبة 116% من عدد السكان.
- ليبيا للإتصالات والتقنية

 شركة مساهمة ليبية تأسست سنة 1997 وباشرت عملها كأول مزود خدمة إنترنت في ليبيا بمطلع سبتمبر 1999 ثم تم ضمّها فيما بعد إلى الشركة العامة للبريد والاتصالات السلكية واللاسلكية، اقتصرت خدمتها في البداية على خدمة الإنترنت عبر الاتصال الهاتفي ثم خدمة الخطوط المخصصة وأضيفت إليها مع السنوات خدمات أخرى لفئتي الأفراد والأعمال. تعد المسجل الرسمي لاسم النطاق الوطني LY لليبيا وعملت على تأسيس شركة ليبيانا للهاتف المحمول سنة 2004، التي استقلت فيما بعد لتصبح شبكة المحمول الأوسع انتشاراً في ليبيا.
- شركة المدار الجديد

 شركة المدار الجديد إحدى الشركات التابعة للشركة الليبية القابضة للاتصالات وتقنية المعلومات، وتأسست سنة 1996, كما بدأت الشركة في تقديم خدماتها للجمهور سنة 1997، تصنف المدار الجديد كأول مشغل للهاتف المحمول في ليبيا.
- شركة البنية للإستثمار والخدمات.
- شركة الاتصالات الدولية الليبية
هي إحدى الشركات التابعة للشركة الليبية للبريد والاتصالات وتقنية المعلومات القابضة وقد تم تأسيسها سنة 2008 لتتولى إدارة جميع منافذ الاتصالات الدولية بليبيا وتلبية احتياجات الاتصالات الدولية لمجموعة الشركات التابعة للشركة الليبية للبريد والاتصالات وتقنية سواء الاتصالات الهاتفية أو خدمات البيانات، وقد جاء تأسيس شركة الاتصالات الدولية الليبية انطلاقا من الإيمان العميق بأهمية الاتصالات الدولية في رقي وتطور بيئة التعليم والعمل في أي مجتمع واستجابة للطلب المتزايد على خدمات الاتصالات الدولية والإنترنت في ليبيا.

## روابط خارجية
- الموقع الرسمي للوزارة
- الموقع الرسمي للوزارة
- الحكومة الانتقالية المؤقتة